# Cypripedioideae
Cypripedioideae Lindl., 1840 è una sottofamiglia della famiglia delle Orchidacee.

## Etimologia
Il nome della sottofamiglia deriva dal suo "genere tipo" Cypripedium L. 1753 la cui etimologia deriva da due parole greche: ”Kypris” (uno dei nomi di Afrodite usati dalle popolazioni di Cipro) e ”pedilion” (= calzatura o sandalo) e fa riferimento alla particolare forma del labello di queste piante.
Il nome scientifico della sottofamiglia è apparso inizialmente nel 1831 nella pubblicazione "Allgemeine Medizinisch-Pharmazeutische Flora" (Allg. Med.-Pharm. Fl. 1: 233 (1831).) del botanico Vincenz Franz Kosteletzky (1801–1887) e successivamente nel 1837 nella pubblicazione "Genera Plantarum Secundum Ordines Naturales Disposita" (Gen. Pl.: 220. Jun 1837) dei botanici John Lindley (1799 - 1865) e Stephan Ladislaus Endlicher (1804 – 1849).

## Descrizione

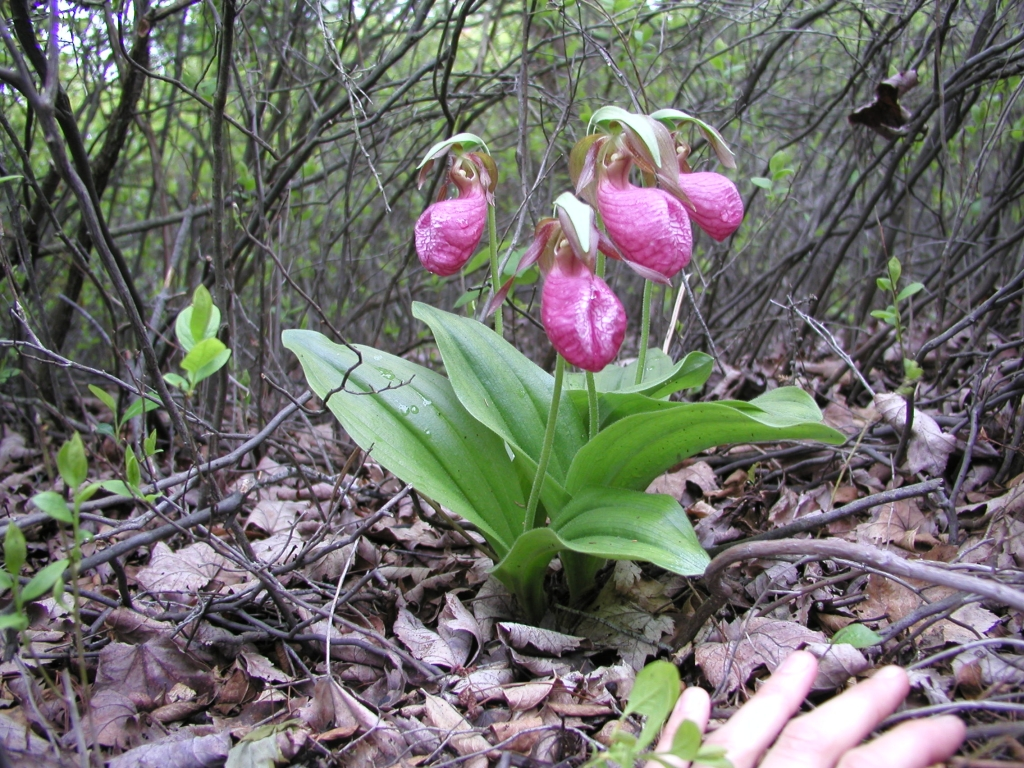
Il portamento
Cypripedium acaule

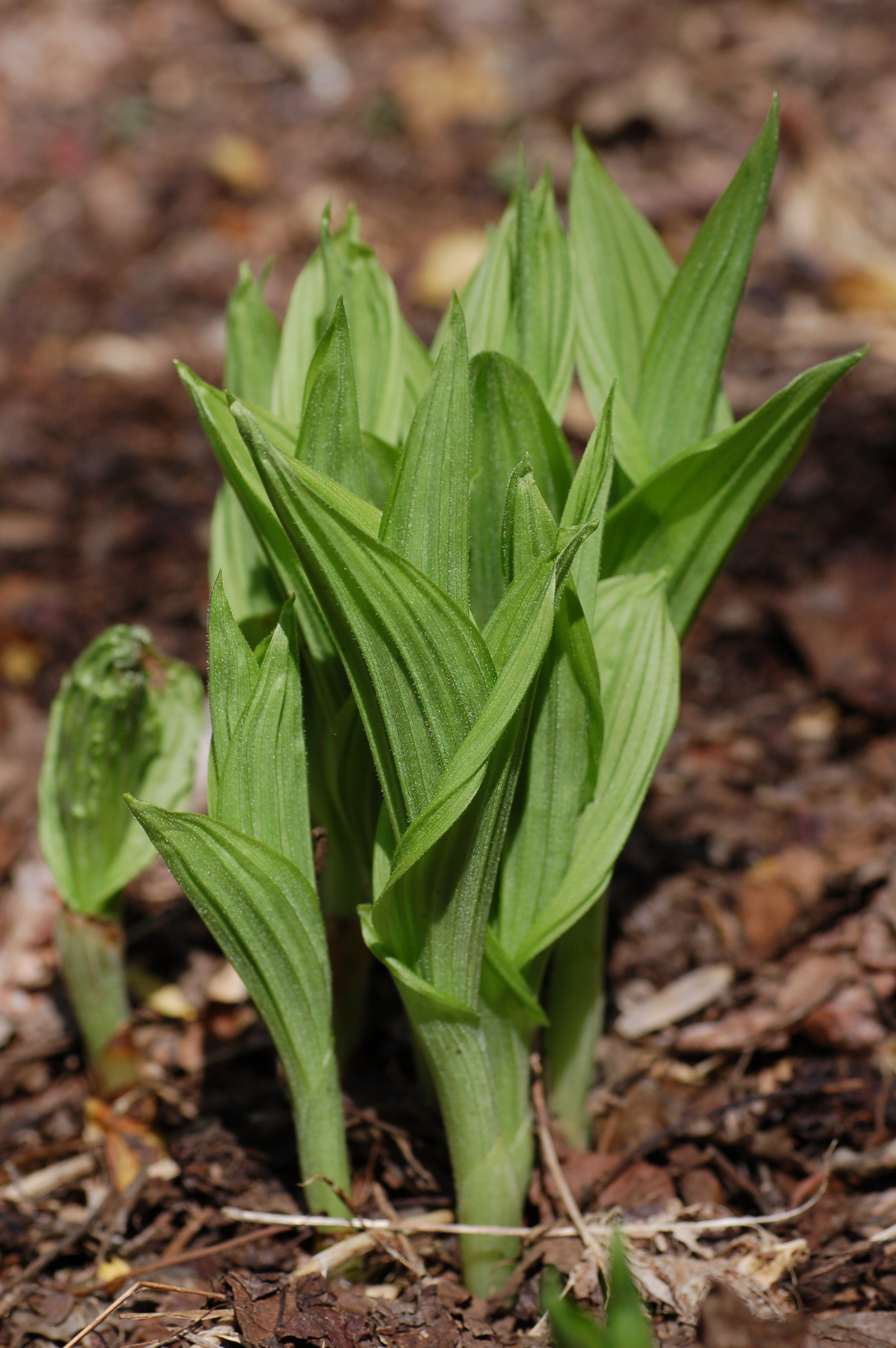
Le foglie
Cypripedium parviflorum

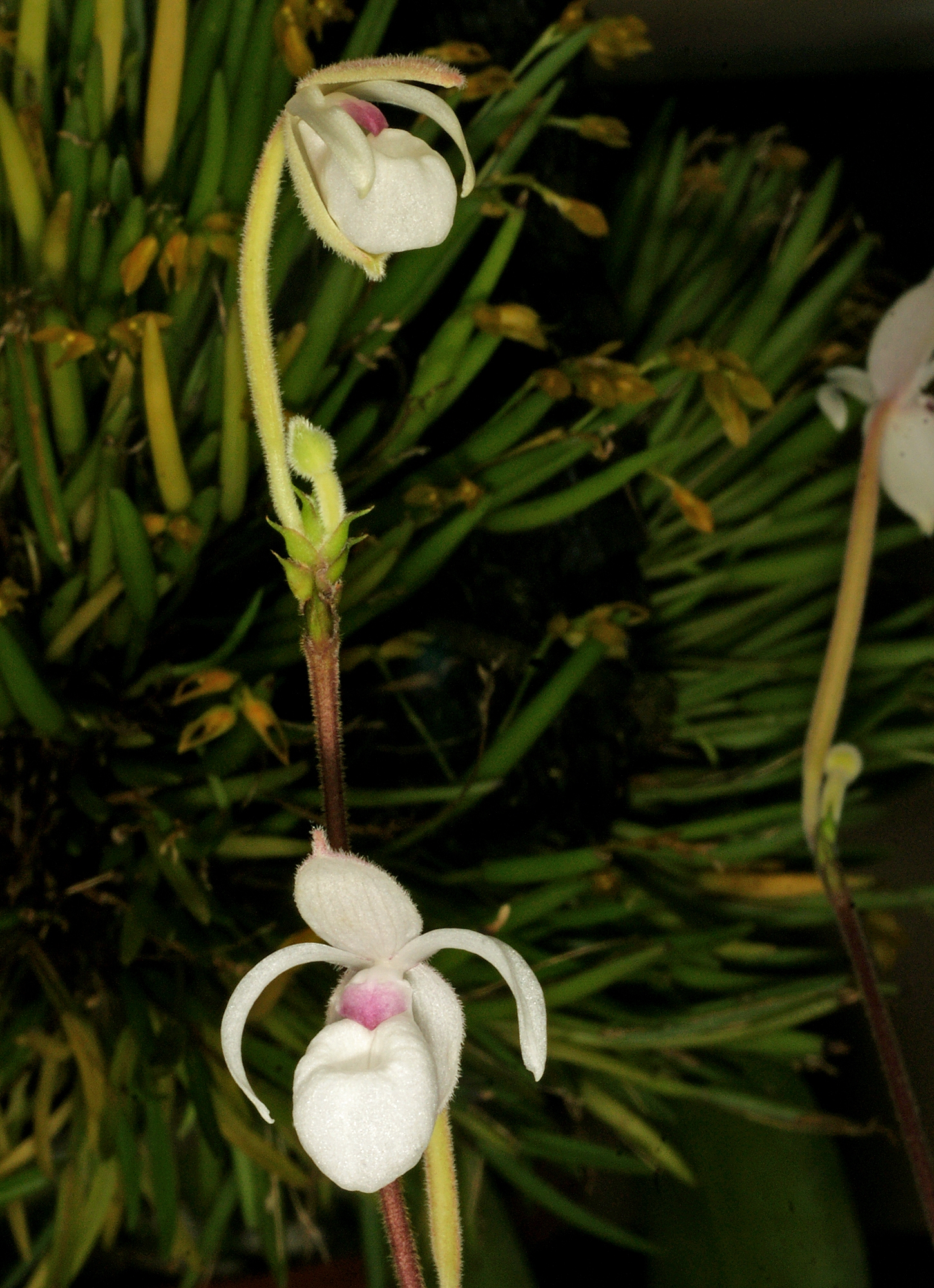
Infiorescenza
Mexipedium xerophyticum

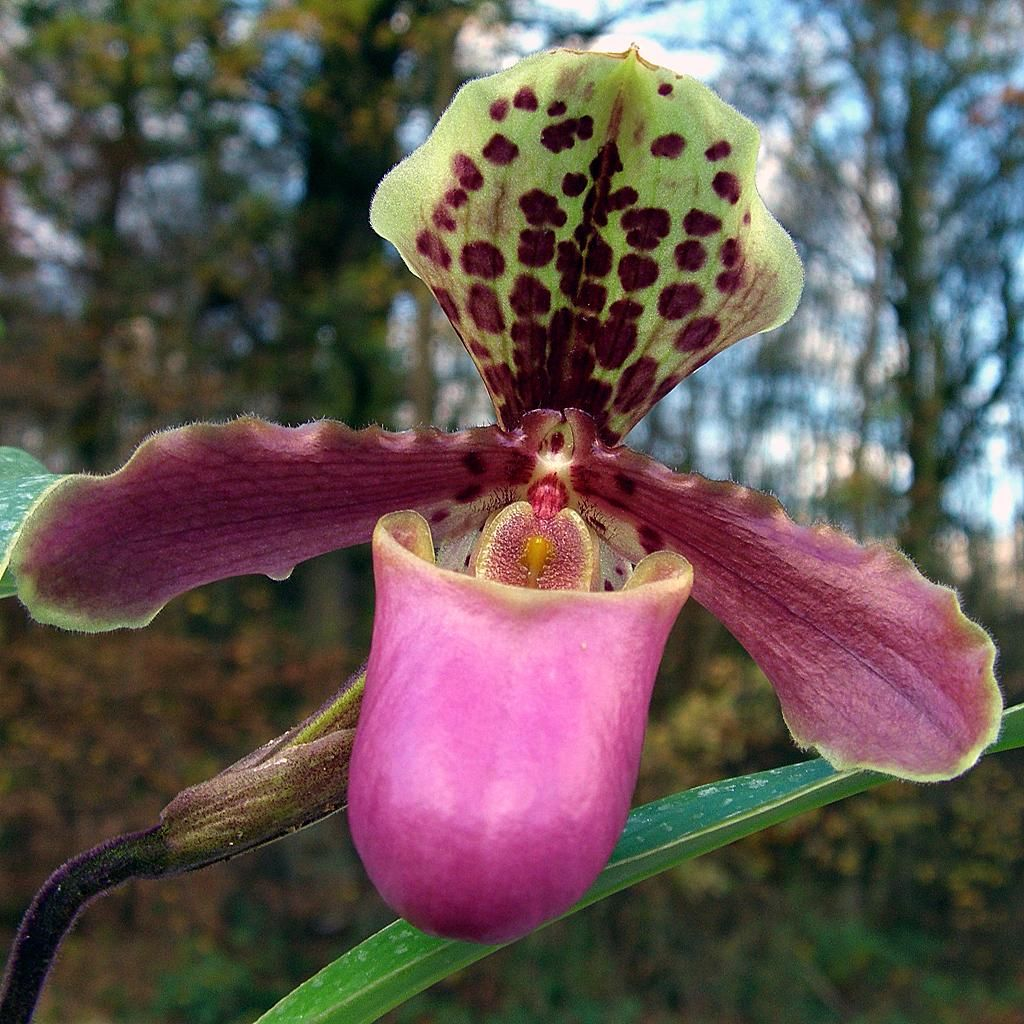
I fiori
Paphiopedilum henryanum

I dati morfologici si riferiscono soprattutto alle specie europee e in particolare a quelle spontanee italiane.
Sono piante alte mediamente 50 cm. La forma biologica prevalente è geofita rizomatosa (G rhiz), ossia sono piante perenni dotate di rizoma, un fusto sotterraneo dal quale, ogni anno, si dipartono radici e fusti aerei.  Sono orchidee terrestri in quanto contrariamente ad altre specie, non sono “epifite”, ossia non vivono a spese di altri vegetali di maggiori proporzioni. Lo sviluppo è simpodiale, sono dotate cioè di più apici vegetativi che permettono alla pianta di emettere getti laterali che sostituiscono progressivamente i getti più vecchi.

### Radici
Le radici sono secondarie da rizoma.

### Fusto
- Parte ipogea: la parte sotterranea del fusto consiste in un rizoma rampante, ramificato e squamoso; può essere breve o lungo e strisciante.
- Parte epigea: la parte aerea del fusto può essere ridotta o allungata e fogliosa; è cilindrica e pubescente o glabra.

### Foglie
Le foglie sono di due tipi:
- foglie più o meno radicali (generalmente due foglie) a forma ovato-oblunga, dotate di numerose nervature parallele longitudinali (3 – 5 nervature sono più prominenti delle altre specialmente sulla pagina inferiore);
- foglie cauline più o meno oblunghe anche queste, glabre, vellutate o coriacee e persistenti (in Paphiopedilum); sono a disposizione distica e guainante il fusto.

Nelle zone temperato-fredde le foglie sono decidue, mentre nei paesi tropicali sono persistenti.

### Infiorescenza
L'infiorescenza è formata da un solo grande e vistoso fiore (vi sono alcune specie con più fiori per scapo). I fiori sono resupinati, ruotati sottosopra tramite torsione dell'ovario; in questo caso il labello è volto in basso. Alla base del peduncolo del fiore sono presenti delle brattee di tipo fogliaceo. In Paphiopedilum ogni getto fiorisce una sola volta e solo quando è abbastanza maturo (in generale impiega uno o due anni dal germoglio).

### Fiori
I fiori sono ermafroditi ed irregolarmente zigomorfi, pentaciclici (perigonio a 2 verticilli di tepali, 2 verticilli di stami (di cui uno con due stami  – essendo l'altro, il verticillo esterno, trasformato in staminodio posto sopra le antere a protezione dello stilo) (le altre tribù delle orchidee hanno un solo stame fertile), 1 verticillo dello stilo).
- Formula fiorale: per queste piante viene indicata la seguente formula fiorale:

P 3+3, [A 1, G (3)]
- Perigonio: il perigonio è composto da 2 verticilli con 3 tepali (o segmenti) ciascuno (3 interni e 3 esterni). I due tepali esterni laterali sono liberi o conniventi (più facilmente). Mentre quello dorsale normalmente è eretto. Dei tepali interni i due laterali sono più o meno simili a quelli esterni, mentre quello centrale (chiamato labello) è notevolmente diverso. Il colore dei tepali è generalmente scuro: bruno, verde scuro, a volte con sfumature a colori diversi, ma può essere anche chiaro.
- Labello: il labello è l'elemento più caratteristico e vistoso di questo fiore. Ha una forma urceolata o saccata (simile ad una pantofola – da qui i vari nome comuni) con i margini ripiegati all'interno e quindi ancora in giù. La colorazione di questo organo è la più varia: giallo con screziature porporine (nella specie italiana), rosa, bianco, celeste sempre il più delle volte con sfumature a colori diversi.
- Ginostemio:  i due stami con le rispettive antere fertili è concresciuto con lo stilo e forma una specie di organo colonnare chiamato "ginostemio"[11]. Questo è posto alla base del labello e piegandosi in avanti sembra voler chiudere l'orifizio del labello. Il polline ha una consistenza gelatinosa; si trova nelle logge delle antere; queste sono fornite di ghiandole vischiose (chiamate retinacoli). I pollinii sono inseriti sui retinacoli tramite delle caudicole.  L'ovario, fusiforme, in posizione infera (e quindi contenuto nel peduncolo) è formato da tre carpelli fusi insieme[5]

### Frutti
Il frutto è una capsula a 6 coste.  Al suo interno sono contenuti numerosi minutissimi semi. Questi semi sono privi di endosperma e gli embrioni contenuti in essi sono poco differenziati in quanto formati da poche cellule. Queste piante vivono in stretta simbiosi con micorrize endotrofiche, questo significa che i semi possono svilupparsi solamente dopo essere infettati dalle spore di funghi micorrizici (infestazione di ife fungine). Questo meccanismo è necessario in quanto i semi da soli hanno poche sostanze di riserva per una germinazione in proprio.

## Riproduzione
La riproduzione di queste piante avviene in due modi: 
- per via sessuata grazie all'impollinazione degli insetti pronubi(in prevalenza Imenotteri del genere Andrena); la germinazione dei semi è tuttavia condizionata dalla presenza di funghi specifici (i semi sono privi di albume – vedi sopra). Inoltre i tempi di sviluppo dal seme sono molto lunghi (più di una decina d'anni). La forma del labello è studiata appositamente per intrappolare l'insetto che dimenandosi alquanto per uscire fuori riceve (o dona) il polline contenuto nel ginostemio posto esattamente sopra all'uscita dell'imboccatura del labello contro il quale è costretto a sfregarsi per uscire. A lungo andare però questo tipo di riproduzione non è funzionale in quanto i vari insetti imparano ad evitare questi fiori privi di nettare.
- per via vegetativa in quanto il rizoma possiede la funzione vegetativa per cui può emettere gemme avventizie capaci di generare nuovi individui. Questo sistema di riproduzione in definitiva ha più successo dell'altro, ma richiede la presenza preventiva della pianta.

## Distribuzione e habitat

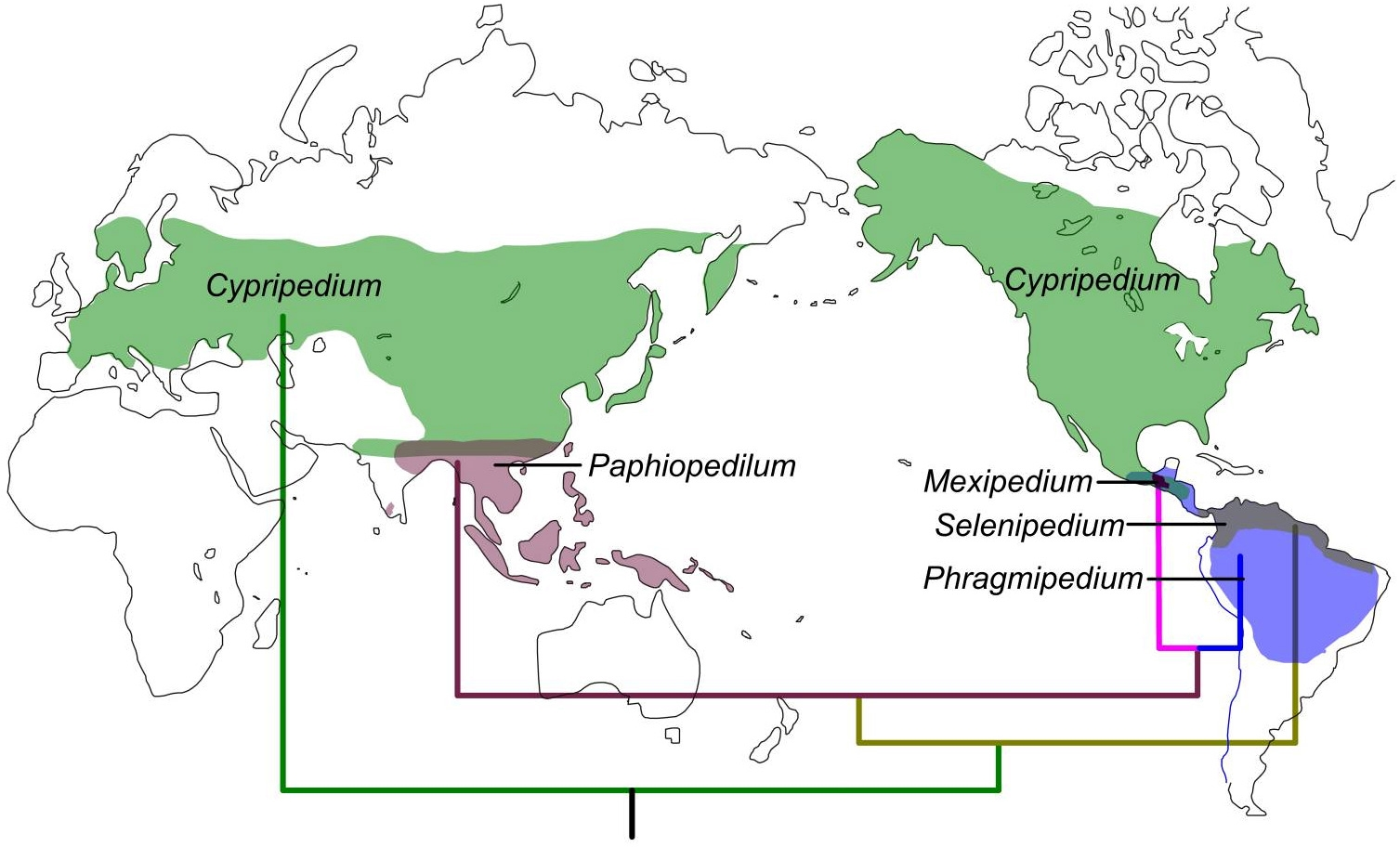

La sottofamiglia Cypripedioideae ha una distribuzione subcosmopolita: il genere Cypripedium è presente in Europa (una specie: C. calceolus), in Asia, in Africa (un'unica stazione registrata in Algeria) e in Nord America; Paphiopedilum è presente nelle foreste tropicali della regione indomalese spingendosi a nord sino alla Cina meridionale e a est sino alla Nuova Guinea e alle isole Salomone; Selenipedium  e Phragmipedium sono presenti in America Centrale e Sud America; Mexipedium, genere monospecifico, è un endemismo ristretto ad una singola località nello stato di Oaxaca, in Messico. Nessun rappresentante della sottofamiglia è presente in Africa.

## Tassonomia
Le Orchidaceae sono una delle famiglie più vaste della divisione tassonomica delle Angiosperme; comprende 788 generi e più di 18500 specie. Il Sistema Cronquist assegna la famiglia delle Orchidaceae all'ordine Orchidales mentre la moderna classificazione APG la colloca nel nuovo ordine delle Asparagales. Sempre in base alla classificazione APG sono cambiati anche i livelli superiori (vedi tabella iniziale).
I generi di questa sottofamiglia, la cui caratteristica distintiva è la presenza di due antere e quindi di due stami fertili, fanno parte di un gruppo primitivo delle Orchidaceae, il più significativo dei quali è Paphiopedilum. Questi generi da un punto di vista tassonomico appartengono alla sezione Diandree ora chiamata sottofamiglia Cypripedioideae. L'altro gruppo, sezione Monandree, ora suddiviso nelle sottofamiglie Orchidoideae, Spiranthoideae e Epidendroideae ha una sola antera (biloculare) fertile e rappresenta la maggioranza delle orchidee. Alcuni botanici, in passato, avevano elevano questo gruppo di generi (delle Diandree), a famiglia autonoma (Cypripediaceae), facendo riferimento al carattere distintivo di maggior spicco: quello di avere due stami fertili anziché uno.

### Filogenesi
La posizione delle Cypripedioideae nell'albero filogenetico delle Orchidacee è abbastanza "basale", precedute solamente dalle sottofamiglie Apostasioideae e Vanilloideae, quindi formano un "gruppo fratello" con le sottofamiglie più numerose (Epidendroideae e Orchidoideae). All'interno della sottofamiglia i generi Cypripedium e Selenipedium rappresentano il "core" del gruppo.
Il cladogramma tratto dallo studio citato rappresenta una possibile configurazione filogenetica della sottofamiglia.
|  | Cypripedium  |
|  |              |
|  | Selenipedium |
|  |              |

|  | \| \| Mexipedium \| \| \| \| \| \| Paphiopedilum \| \| \| \| |
|  |                                                              |
|  | Phragmipedium                                                |
|  |                                                              |
|  | Mexipedium                                                   |
|  |                                                              |
|  | Paphiopedilum                                                |
|  |                                                              |

|  | Mexipedium    |
|  |               |
|  | Paphiopedilum |
|  |               |

|  | Cypripedium  |
|  |              |
|  | Selenipedium |
|  |              |

|  | \| \| Mexipedium \| \| \| \| \| \| Paphiopedilum \| \| \| \| |
|  |                                                              |
|  | Phragmipedium                                                |
|  |                                                              |
|  | Mexipedium                                                   |
|  |                                                              |
|  | Paphiopedilum                                                |
|  |                                                              |

|  | Mexipedium    |
|  |               |
|  | Paphiopedilum |
|  |               |

### Generi della sottofamiglia
La sottofamiglia comprende 5 generi e 154 specie:
- Cypripedium L. (51 spp.)
- Paphiopedilum Pfitzer (86 spp.)
- Mexipedium V.A.Albert & M.W.Chase (1 sp.)
- Phragmipedium Rolfe (26 spp.)
- Selenipedium Rchb.f. (5 spp.)

### Specie presenti nella flora italiana
In italia, nella flora spontanea, è presente una sola specie di questo gruppo:
- Cypripedium calceolus L. (1753)